# Хенцины (гмина)
Хенцины (пол. Chęciny) — городско-сельская гмина (волость) в Польше, входит как административная единица в Келецкий повет, Свентокшиское воеводство. Население — 14 715 человек (на 2006 год).

## Демография
| Перепись                       | Всего   | Всего | Женщины | Женщины | Мужчины | Мужчины |
| ------------------------------ | ------- | ----- | ------- | ------- | ------- | ------- |
| Единицы                        | человек | %     | человек | %       | человек | %       |
| Население                      | 14 676  | 100   | 7454    | 50,8    | 7222    | 49,2    |
| Плотность населения (чел./км²) | 115     | 115   | 58,4    | 58,4    | 56,6    | 56,6    |

## Соседние гмины
1. Гмина Малогощ
2. Гмина Моравица
3. Гмина Пекошув
4. Гмина Ситкувка-Новины
5. Гмина Собкув